# Sankt Petersinsel
Sankt Petersinsel är en ö i Schweiz.   Den ligger i kantonen Bern, i den centrala delen av landet, 27 km nordväst om huvudstaden Bern. Arean är 1,8 kvadratkilometer. Sankt Petersinsel ligger i sjön Bielsjön.
Runt Sankt Petersinsel är det ganska glesbefolkat, med 24 invånare per kvadratkilometer.